# Flesh Tone
Flesh Tone é o álbum de estúdio da cantora Kelis. É o quinto disco da carreira musical da cantora e o primeiro sob a assinatura da editora discográfica Interscope Records, a partir da Will.i.am music. O lançamento do álbum ocorreu em Maio de 2010 na Europa e no Japão e em Julho do mesmo ano nos Estados Unidos, no Canadá e na Austrália.
O álbum mostra uma mudança de géneros musicais de Kelis para música electrónica e dance em comparação com o seu álbum anterior, Kelis Was Here, de 2006. O novo som e imagem deve-se a colaborações com Ammo, Jean Baptiste, Benny Benassi, Burns, Diplo, David Guetta, Boys Noize, Free School, DJ Switch e will.i.am.
A artista também trabalhou com David Guetta num certo número de colaborações. O primeiro single retirado do trabalho foi "Acapella", que alcançou a primeira posição da tabela musical publicada pela revista norte-americana Billboard, Dance/Club Play Songs e estreou na quinta posição da UK Singles Chart, do Reino Unido. 

## Nova editora discográfica e direcção
A Dezembro de 2009 Kelis confirmou que estaria a trabalhar com Will.i.am numa nova música e num novo acordo discográfico. A cantora disse que estava feliz por fazer parte da família da Interscope e que iria colocar a sua música em digressão para os verdadeiros fãs que a conseguissem apreciar realmente. Também revelou que tinha feito um álbum completo para enviar a editoras que entendessem o que o projecto necessitava. De acordo com a artista, houve bastante interesse.
A quando perguntada pela escolha pela editora de Will.i.am, Kelis respondeu:
| “ | Eu acho-o brilhante. Quanto mais longe esta geração vai, não há single que consigas trazer a ele, e que o próprio não compreenda o seu impacto. Ele é como uma enciclopédia musical. O que o torna engraçado. Ele não tem medo de chegar aos limites e por toda a gente excitada com a sua música. Parece ainda que ele se diverte a fazer isso, e é isso que se quer. | ” |

Ao que Will.i.am respondeu:
| “ | Kelis representa um pouco o tipo de música que ouvimos e nos soa agradavelmente em termos musicais, bem como a nível estilístico. Ela abre sempre novas portas para o público e para a sua plateia e nós estamos prontos para caminhar junto com ela. | ” |

## Faixas
1. "Intro" - 3:31
2. "22nd Century / Segue 1" - 4:55
3. "4th of July (Fireworks) / Segue 2" -	5:40
4. "Home / Segue 3" - 4:03
5. "Acapella / Segue 4" -	4:28
6. "Scream" - 3:30
7. "Emancipate / Segue 5" - 4:26
8. "Brave / Segue 6" - 3:32
9. "Song for the Baby" - 3:42